# Alpi Bernesi
Le Alpi Bernesi (in tedesco Berner Alpen) sono una sezione delle Alpi posta nella parte centrale della Svizzera, parte delle Alpi Nord-Occidentali. Sebbene il loro nome suggerisca che si trovino nell'Oberland bernese, una parte delle Alpi Bernesi si trova nei cantoni limitrofi di Vaud, di Uri, di Obvaldo, di Nidvaldo e del Vallese. Sono l'unica sezione totalmente svizzera includente dei 4000.

## Classificazione

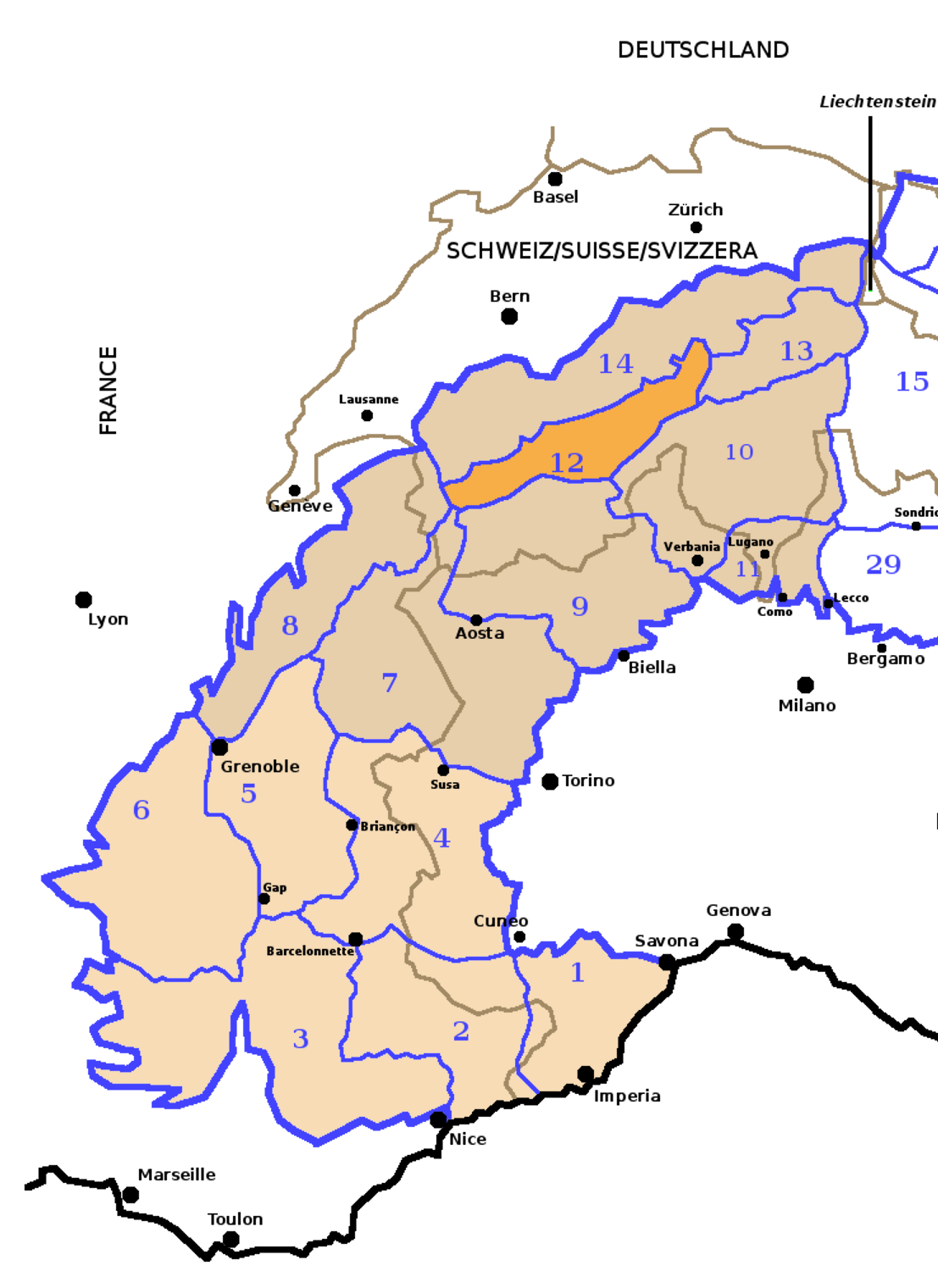
Le Alpi Bernesi (sezione n. 12) all'interno delle Alpi Occidentali.

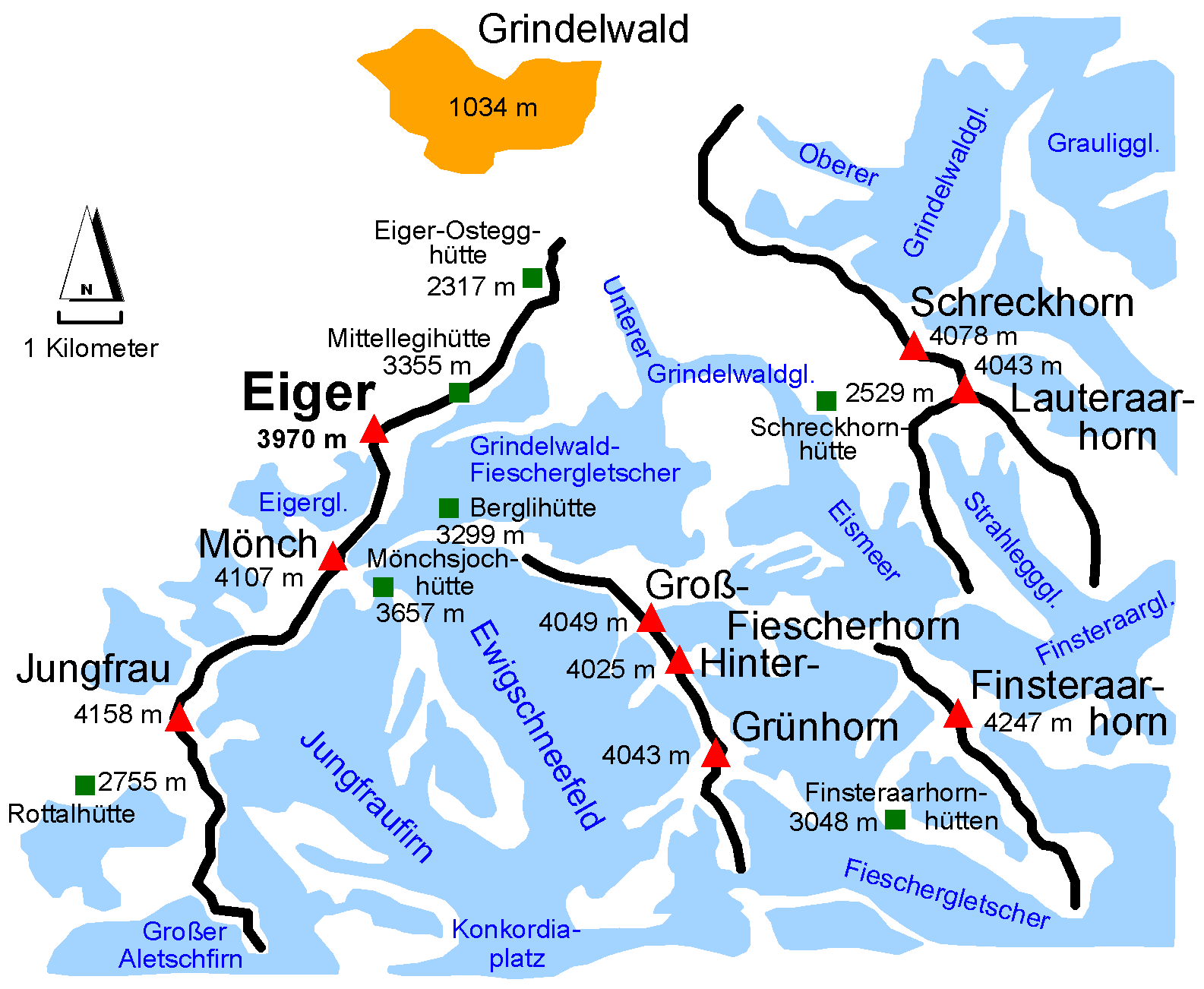
Mappa delle Alpi Bernesi con alcuni rifugi

Secondo la Partizione delle Alpi del 1926 le Alpi Bernesi sono una sezione delle Alpi centrali suddivise nei tre seguenti gruppi:
- Massiccio del Finsteraarhorn
- Gruppo del Wildhorn
- Alpi Urane.

Secondo la Suddivisione Orografica Internazionale Unificata del Sistema Alpino (SOIUSA) del 2005 le Alpi Bernesi sono una sezione delle Alpi Nord-occidentali. Inoltre la SOIUSA, a differenza di altre classificazioni, considera la parte più settentrionale delle montagne del Canton Berna non appartenenti alle Alpi Bernesi ma facenti parte della sezione delle Prealpi Svizzere. La SOIUSA distingue inoltre in Alpi Bernesi ed in Alpi Bernesi in senso stretto a seconda se ingloba o meno le Alpi Urane e le Alpi di Vaud.
Il Club Alpino Svizzero considera le Alpi Bernesi nell'accezione delle Alpi Bernesi in senso stretto.

## Geografia

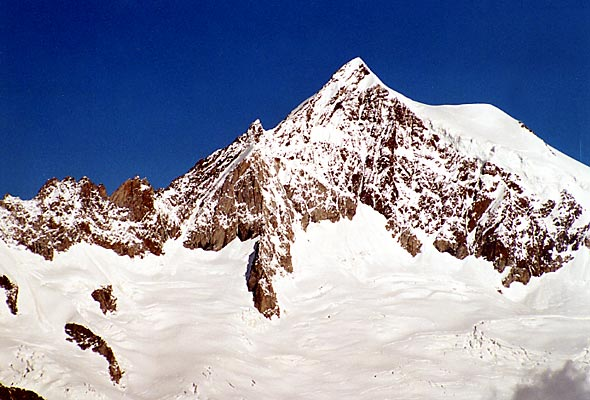
Aletschhorn.

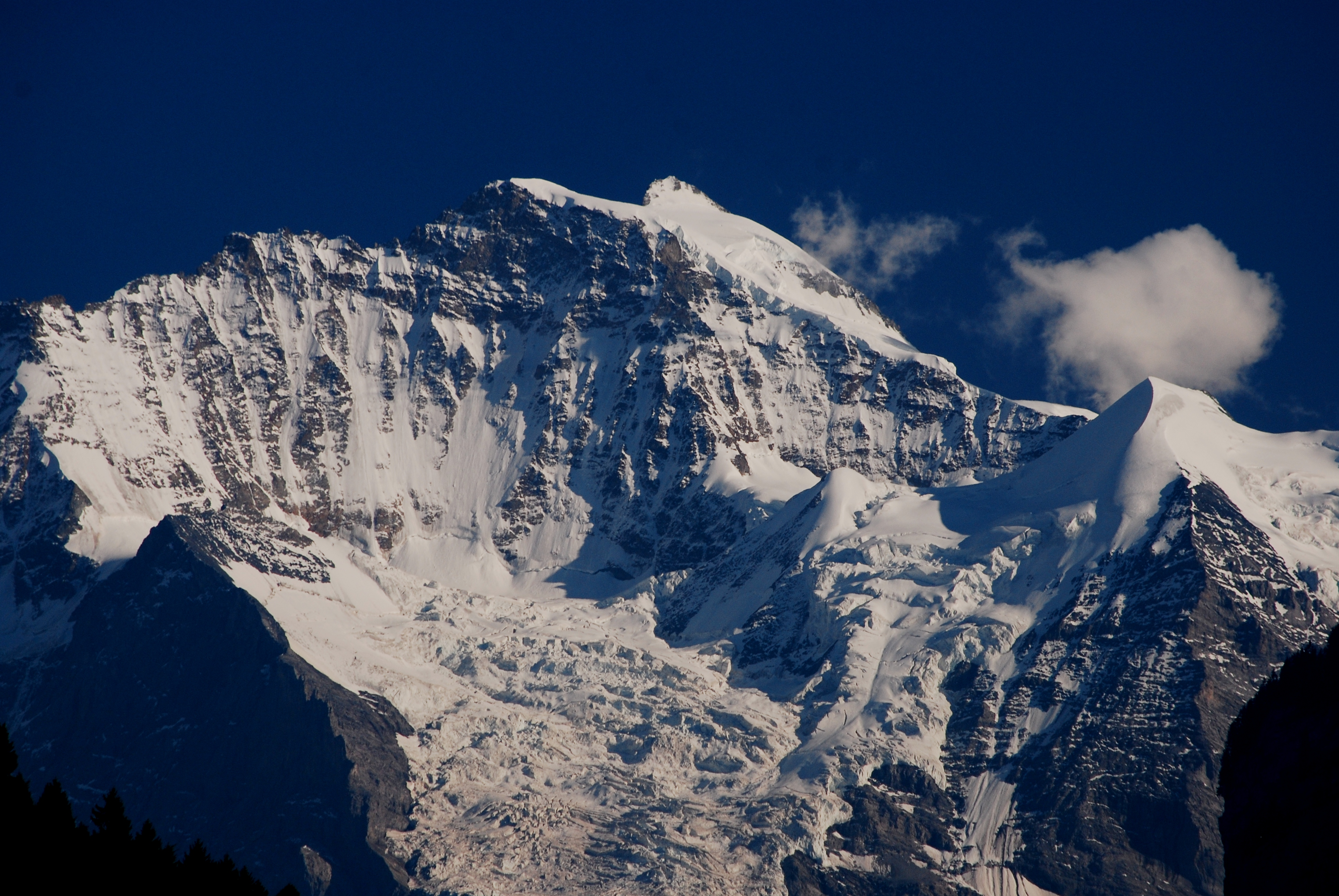
Parete nord dello Jungfrau

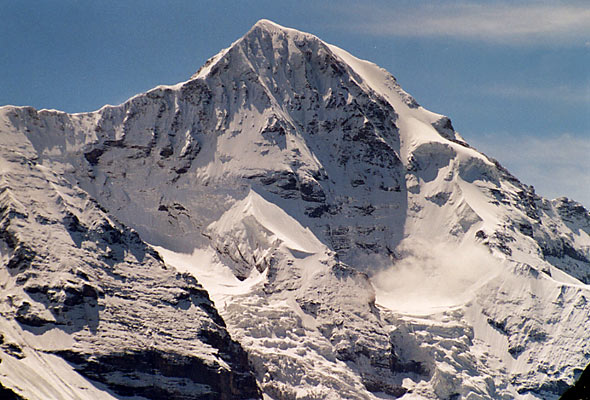
Mönch

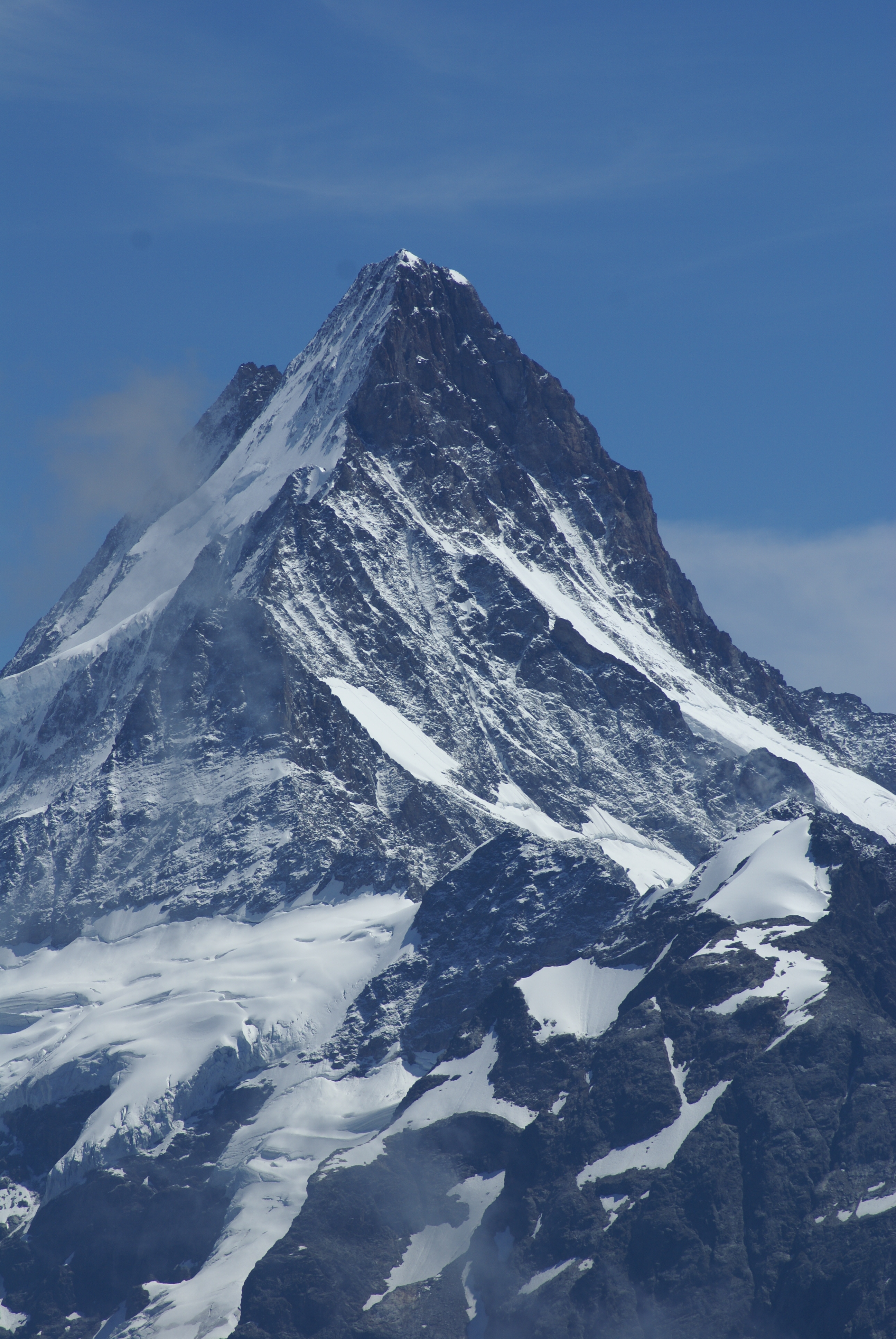
Schreckhorn

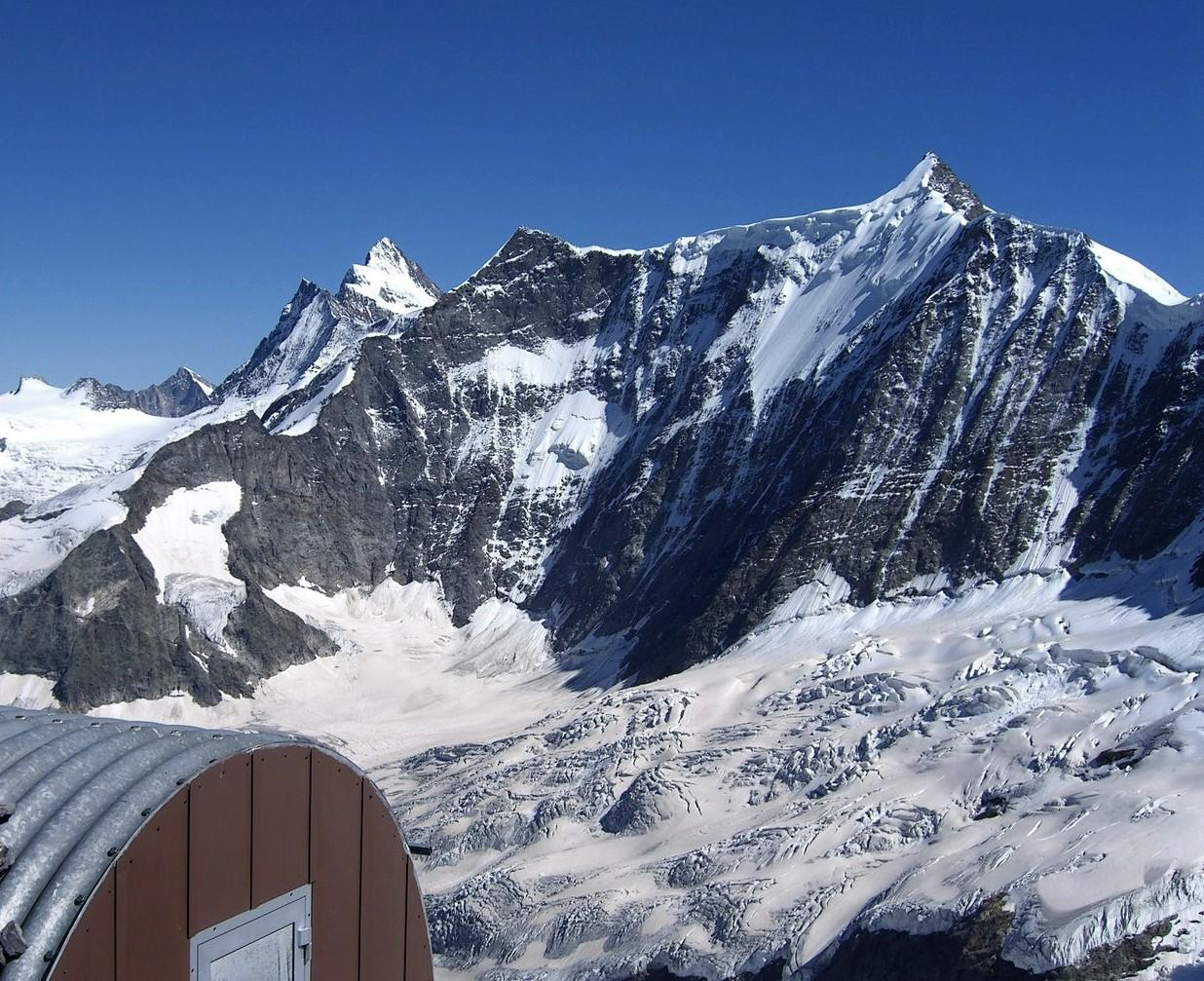
Gross Fiescherhorn

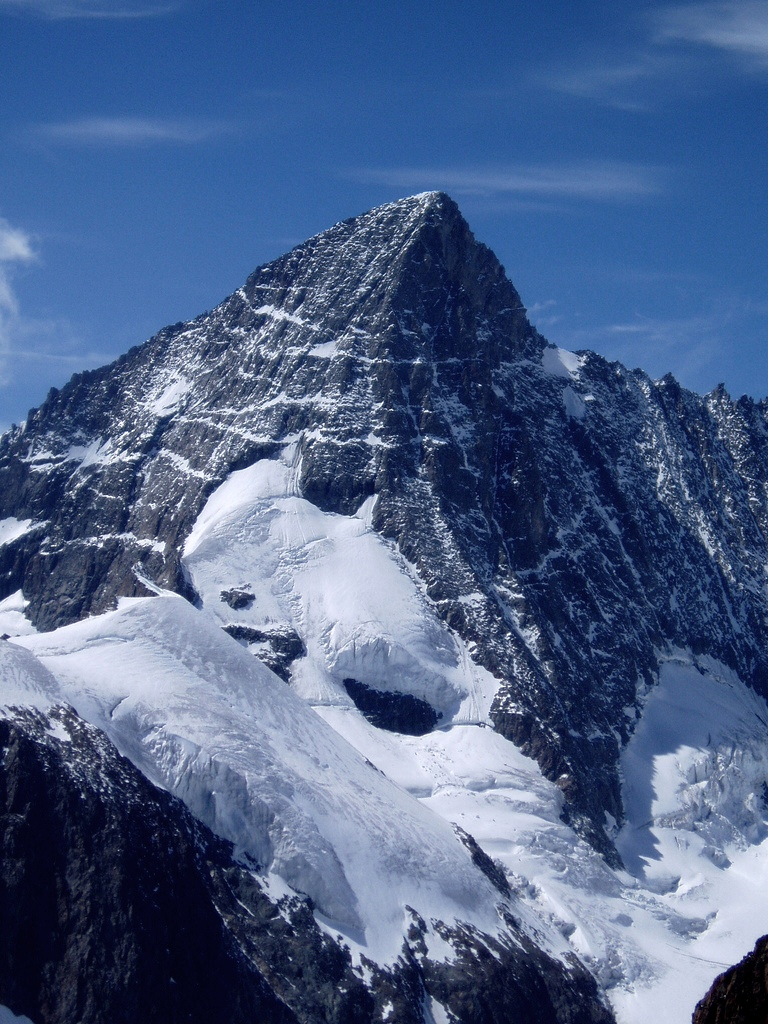
Grünhorn

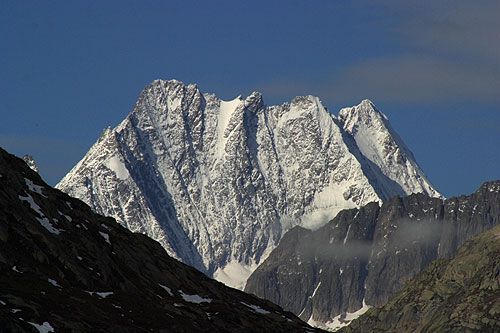
Lauteraarhorn

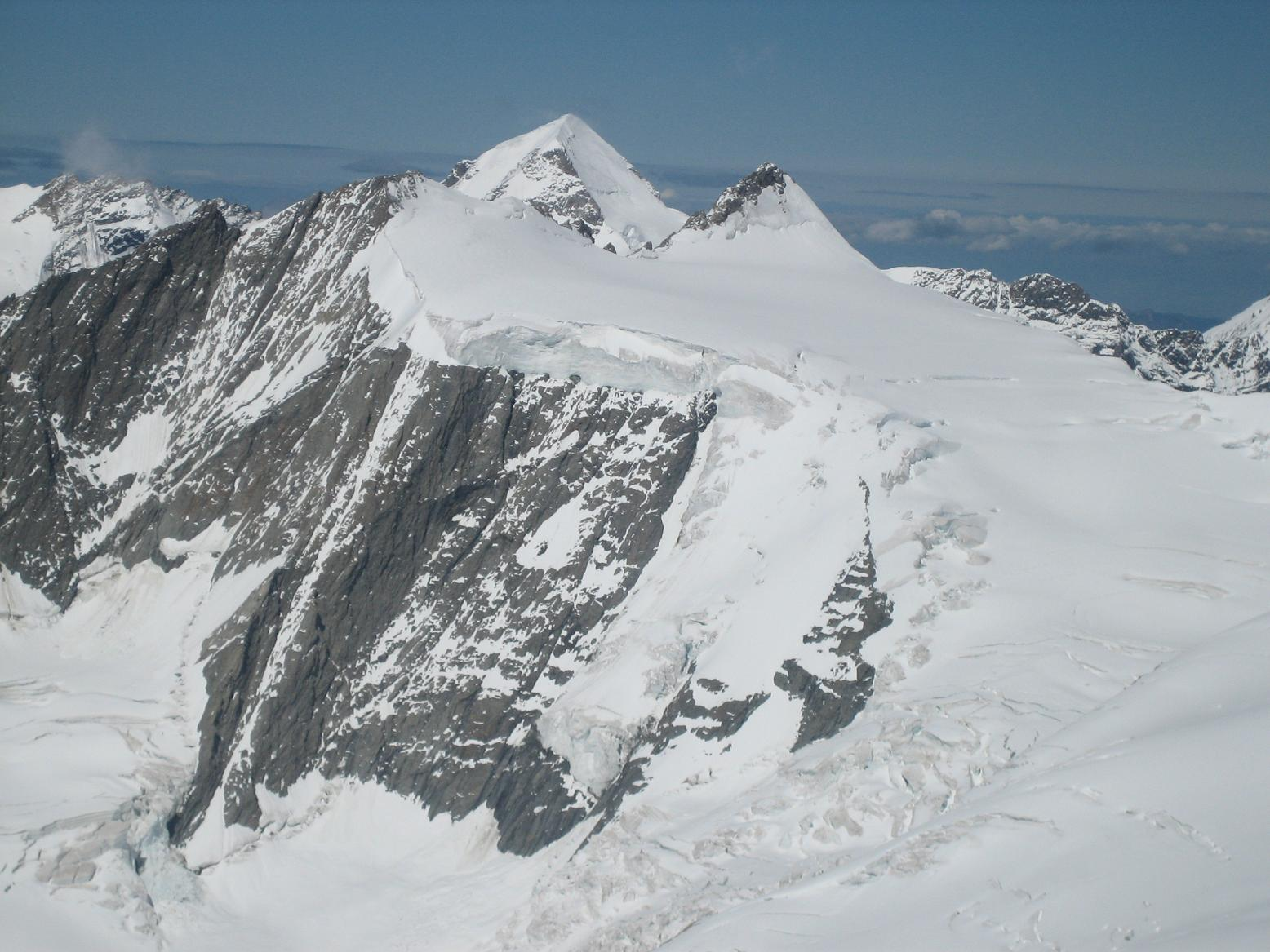
Hinter Fiescherhorn

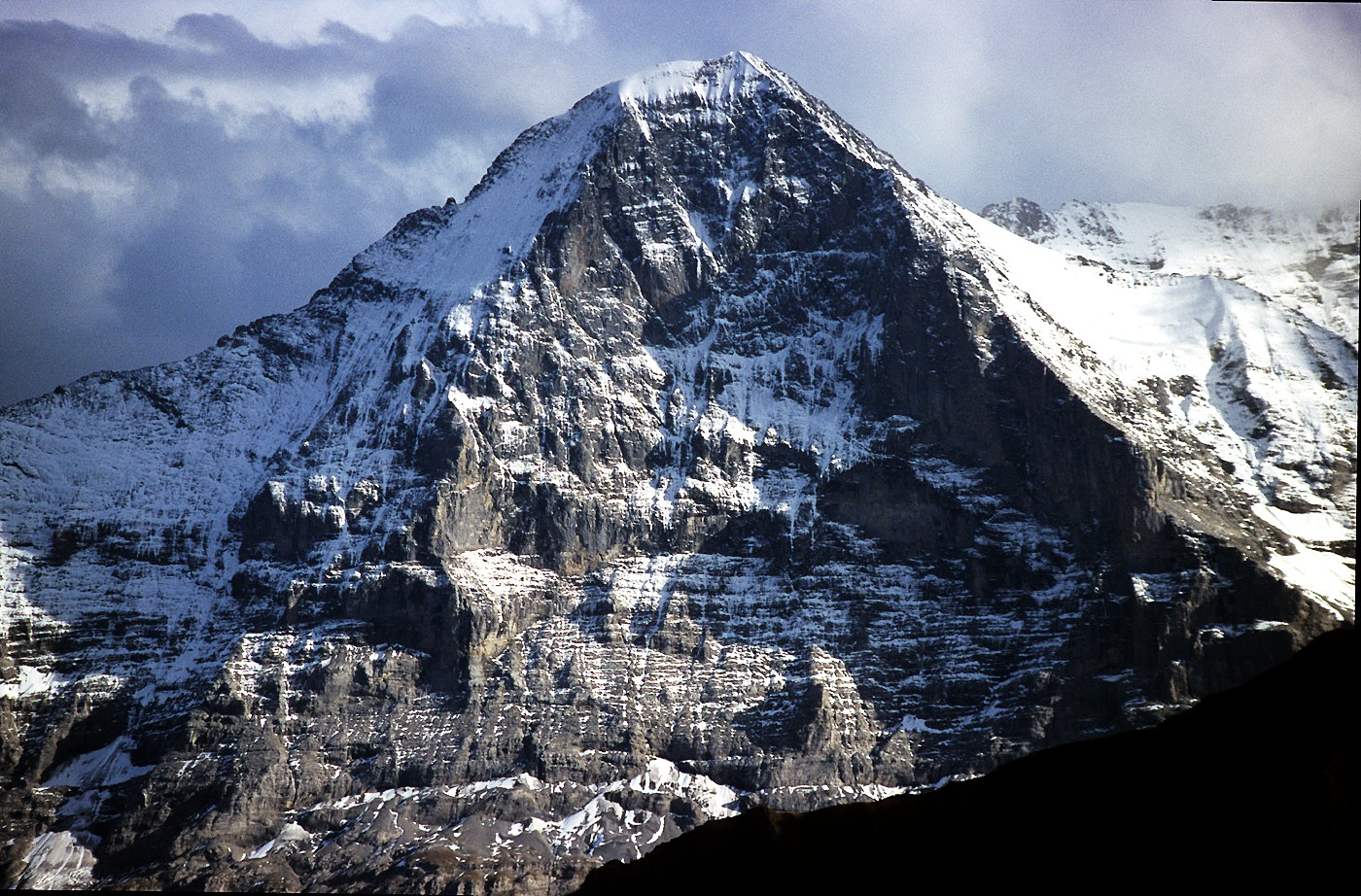
Parete nord dell'Eiger

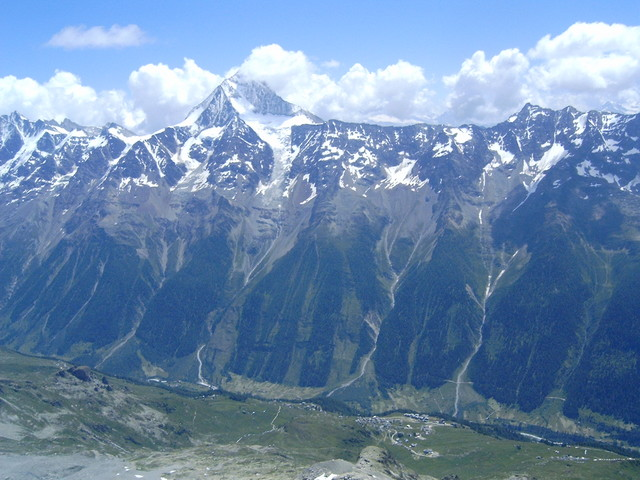
Bietschhorn

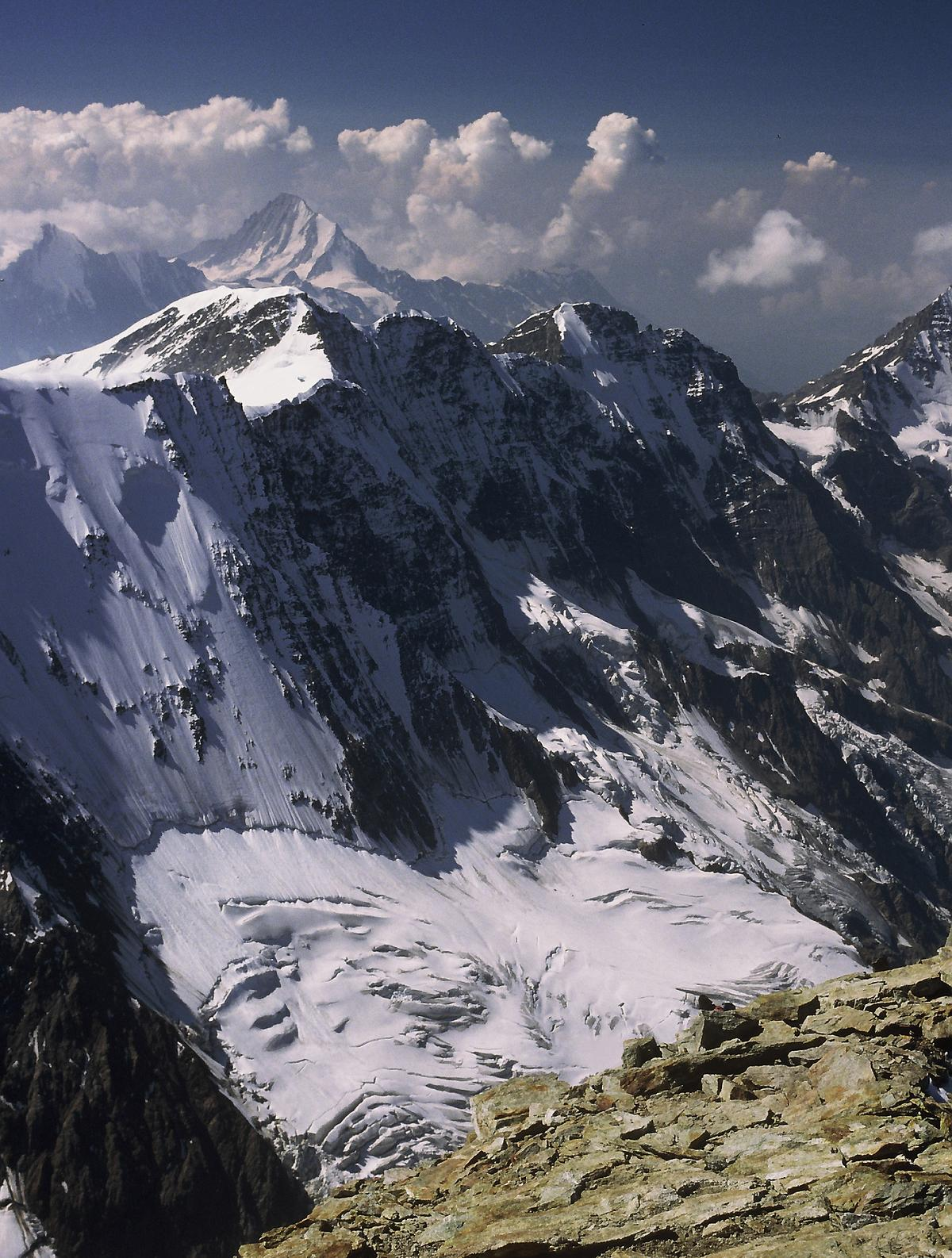
Mittaghorn

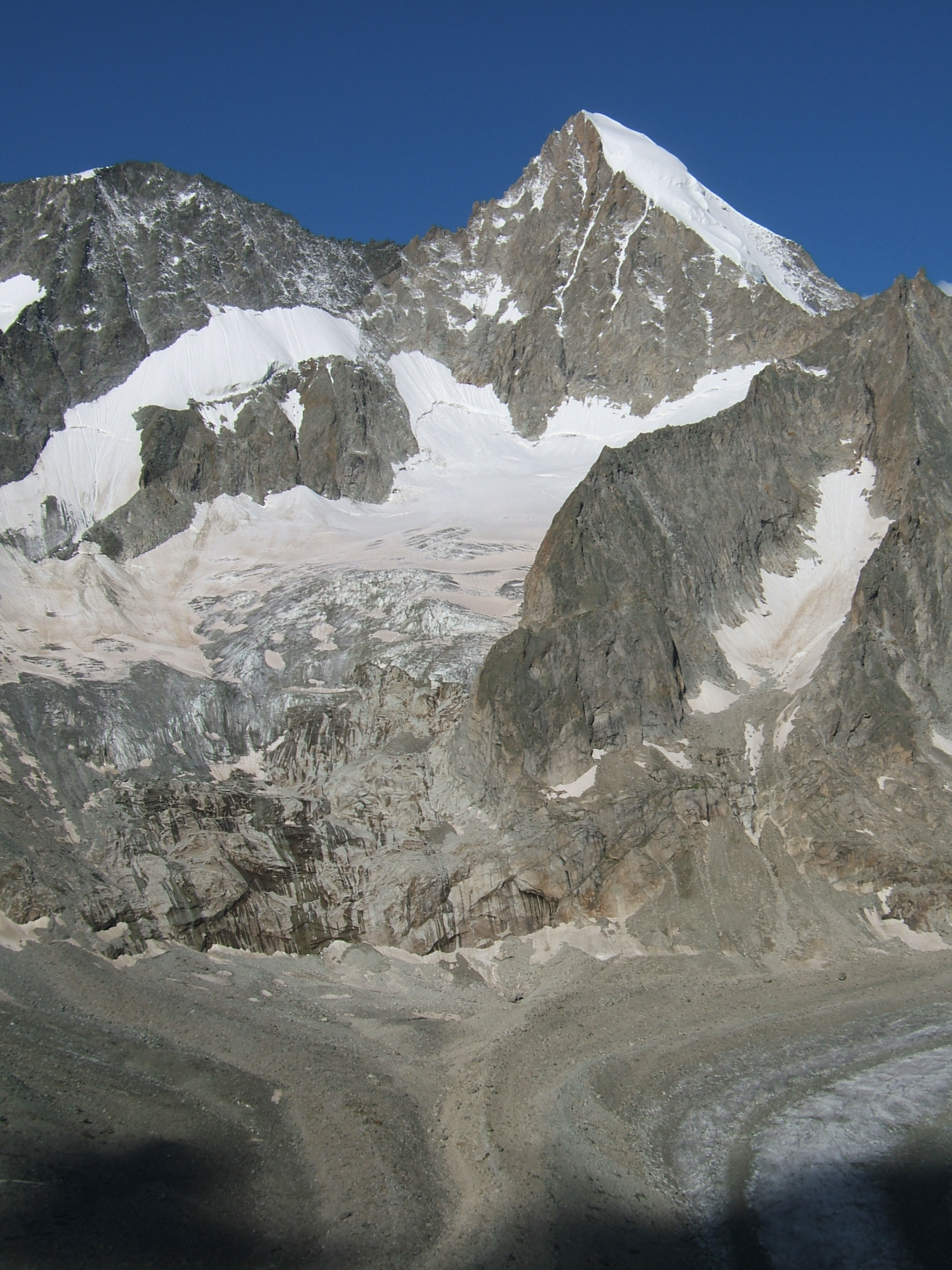
Nesthorn

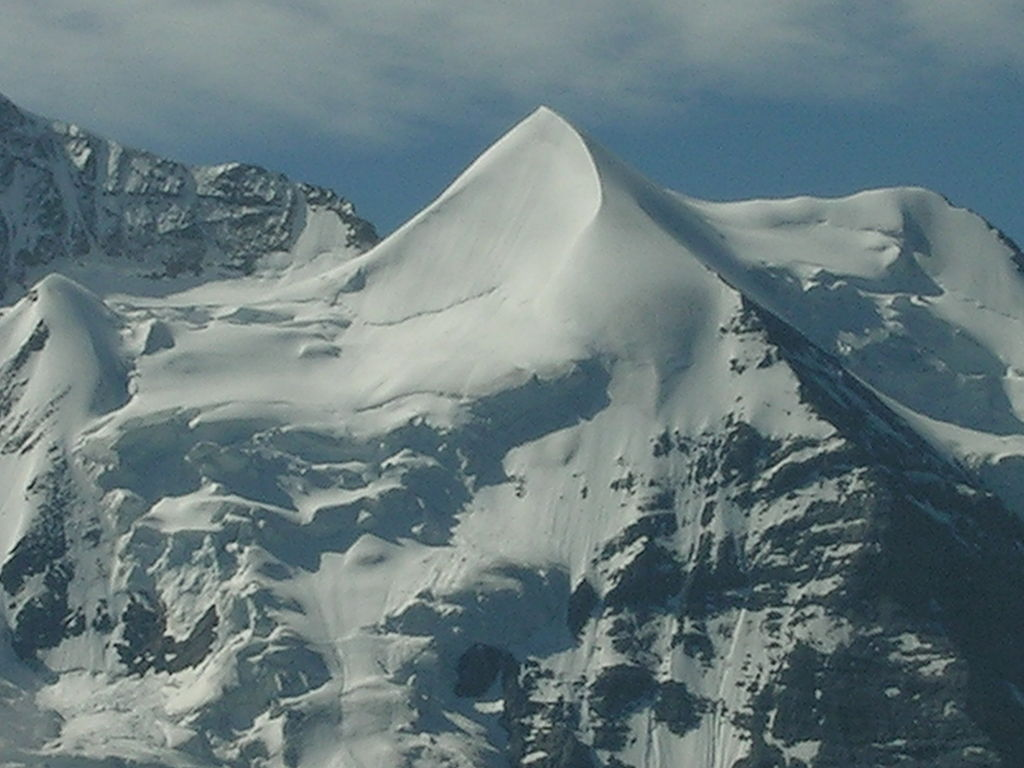
Silberhorn

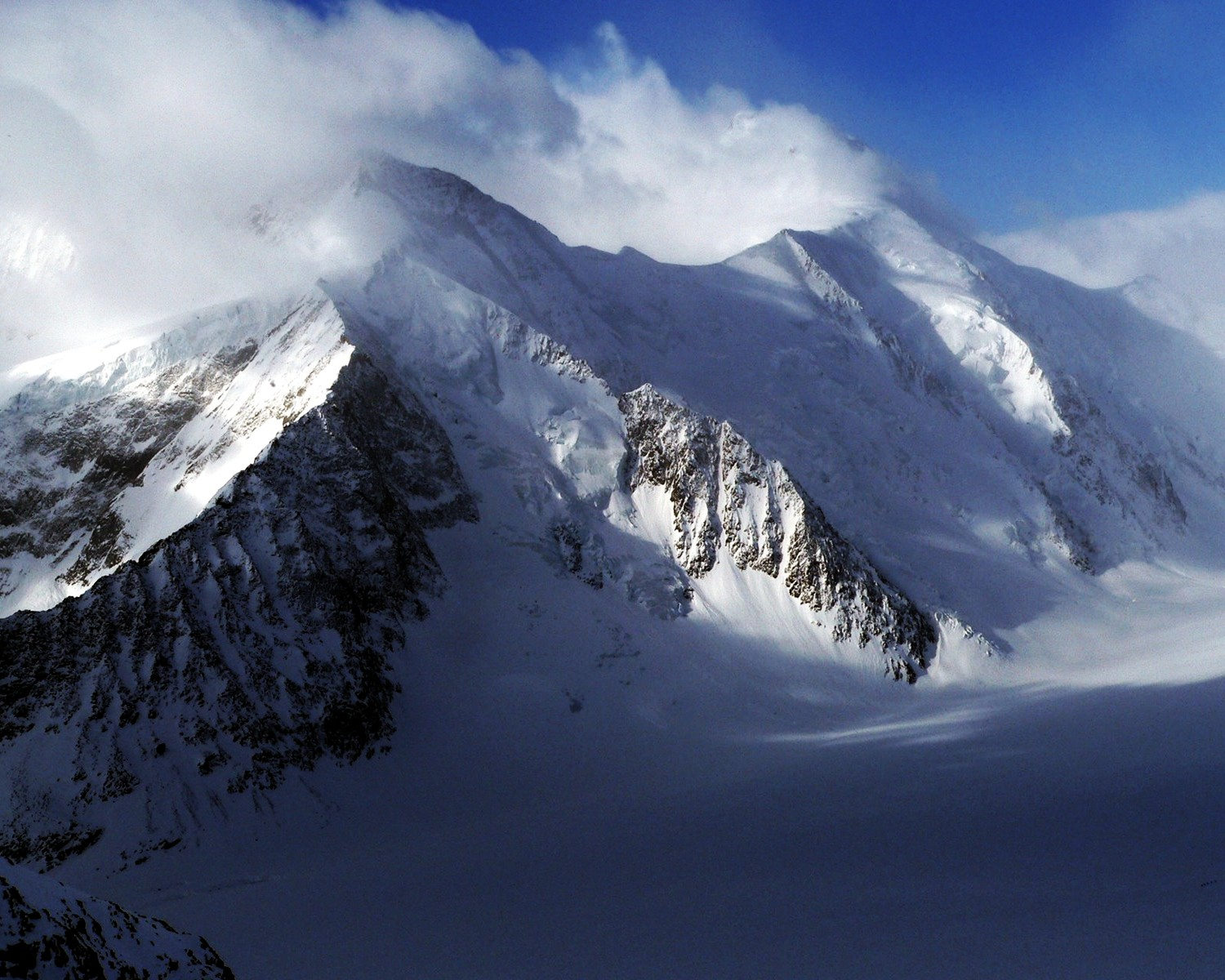
Dreieckhorn

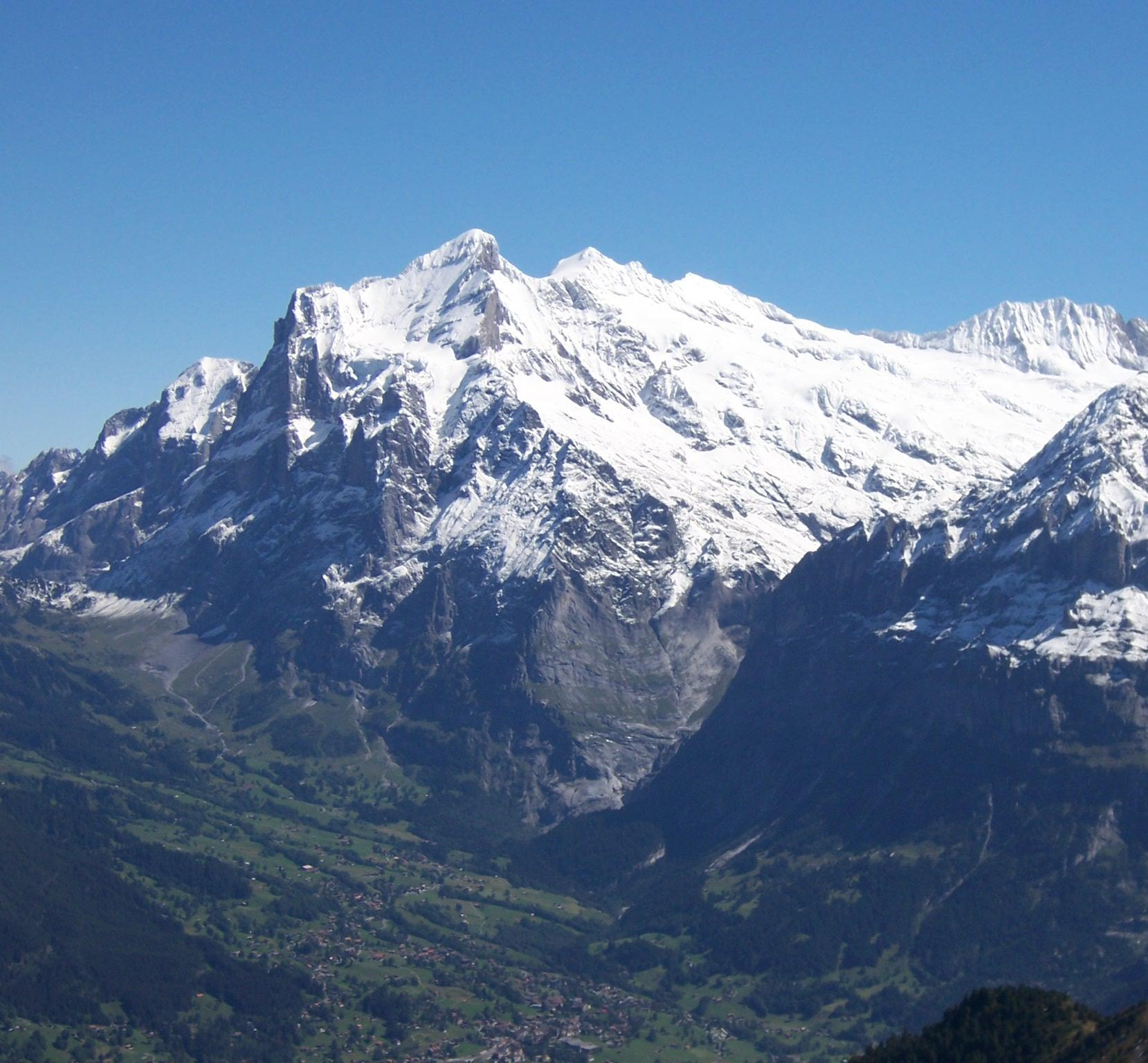
Wetterhorn

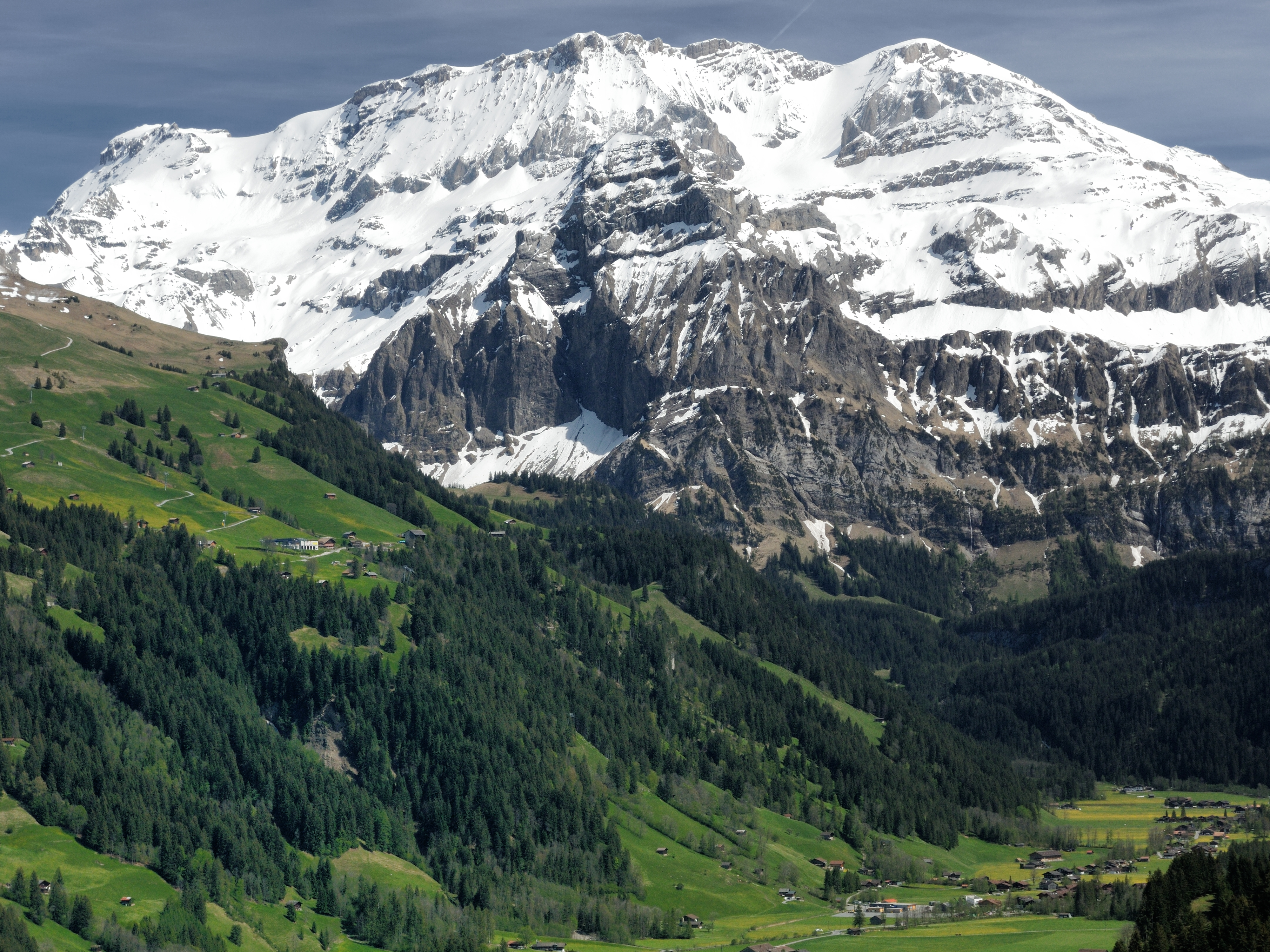
Wildstrubel

Pur avendo vette di notevoli altezza le Alpi Bernesi n|on si collocano lungo la catena alpina, ma si staccano a nord dalle Alpi Lepontine al passo della Furka.
Secondo le definizioni della SOIUSA le Alpi Bernesi confinano:
- a nord con le Prealpi Svizzere e separate da dodici valichi alpini;
- ad est con le Alpi Glaronesi e separate dal corso del fiume Reuss;
- a sud-est con le Alpi Lepontine e separate dal Passo della Furka;
- a sud con le Alpi Pennine e separate dal corso del fiume Rodano;
- a sud-ovest con le Alpi Graie (per un breve tratto) e separate dal corso del fiume Rodano;
- ad ovest con le Prealpi di Savoia e separate dal corso del fiume Rodano.

Ruotando in senso orario i limiti geografici sono: Passo della Furka, fiume Rodano, Briga, Sion, Martigny, torrente Gryonne, Col de la Croix, Col du Pillon, Gsteig, Norwestseite des Chlys Hüri, Stigellegi, Bummeregrat, Adelboden, Bunderchrinde, Kandersteg, Hohtürli, Sefinen Furgge, Kleine Scheidegg, Grindelwald, Grosse Scheidegg, Meiringen, Jochpass, Engelberg, Rot Grätli, Altdorf, fiume Reuss, Andermatt, Passo della Furka.

## Geologia
La parte meridionale del massiccio, la più elevata, è costituita in gran parte da rocce cristalline autoctone, tra esse dei graniti, anfiboli, gneiss ed Ardesie, in alcune località è pure presente del calcare. Nella parte nord queste rocce lasciano il posto a rocce sedimentarie.

## Suddivisione
Le Alpi Bernesi sono suddivise in tre sottosezioni e nove supergruppi:
- Alpi Urane
  - Catena Dammastock-Sustenhorn
  - Catena Titlis-Urirostock
- Alpi Bernesi in senso stretto (quindi le Alpi Bernesi sono viste sia come sezione alpina che come sottosezione alpina)
  - Catena Finsteraarhorn-Oberaarhorn-Galmihorn
  - Catena Jungfrau-Fiescherhorn
  - Catena Schreckhorn-Wetterhorn
  - Catena Gletscherhorn-Blümlisalp-Balmhorn
  - Catena Aletschhorn-Bietschhorn
  - Catena Wildhorn-Wildstrubel
- Alpi di Vaud
  - Catena Diablerets-Muveran

### Suddivisione delle Alpi Bernesi iss
Le Alpi Bernesi in senso stretto dalla SOIUSA vengono suddivise in tre settori e sei supergruppi:
- Alpi Bernesi Orientali
  - Catena Finsteraarhorn-Oberaarhorn-Galmihorn
  - Catena Jungfrau-Fiescherhorn
  - Catena Schreckhorn-Wetterhorn
- Alpi Bernesi Centrali
  - Catena Gletscherhorn-Blümlisalp-Balmhorn
  - Catena Aletschhorn-Bietschhorn
- Alpi Bernesi Occidentali
  - Catena Wildhorn-Wildstrubel.

Nel dettaglio la suddivisione delle Alpi Bernesi in senso stretto nei sei supergruppi, sedici gruppi e ventun sottogruppi è la seguente:
- Catena Finsteraarhorn-Oberaarhorn-Galmihorn (A)
  - Gruppo Galmihorn-Sidelhorn (A.1)
    - Gruppo del Sidelhorn (A.1.a)
    - Gruppo del Galminhorn (A.1.b)

  - Gruppo Finsteraarhorn-Oberaarhorn (A.2)
    - Gruppo dell'Oberaarhorn (A.2.a)
    - Gruppo del Finsteraarhorn (A.2.b)
- Catena Jungfrau-Fiescherhorn (B)
  - Gruppo Fiescherhorn-Grünhorn (B.3)
  - Gruppo della Jungfrau (B.4)
  - Gruppo Wannenhorn-Eggishorn (B.5)
    - Gruppo vallese del Fiescherhorn-Wannenhorn (B.5.a)
    - Gruppo dell'Eggishorn (B.5.b)
- Catena Schreckhorn-Wetterhorn (C)
  - Gruppo dello Schreckhorn (C.6)
  - Gruppo del Wetterhorn (C.7)
    - Massiccio del Wetterhorn (C.7.a)
    - Catena del Wellhorn (C.7.b)
    - Gruppo dell'Hangendgletscherhorn (C.7.c)
    - Engelhörner (C.7.d)

  - Gruppo Ewigschneehorn-Ritzlihorn (C.8)
    - Gruppo Ewigshneehorn-Bächlistock (C.8.a)
    - Gruppo del Ritzlihorn (C.8.b)
- Catena Gletscherhorn-Blümlisalp-Balmhorn (D)
  - Gruppo Gletscherhorn-Hockenhorn (D.9)
    - Gruppo Gletscherhorn-Mittaghorn (D.9.a)
    - Gruppo dell'Hockenhorn (D.9.b)

  - Gruppo Blümlisalp-Doldenhorn (D.10)
    - Gruppo del Blümlisalp (D.10.a)
    - Gruppo del Gspaltenhorn (D.10.b)
    - Gruppo del Doldenhorn (D.10.c)

  - Gruppo Balmhorn-Torrenthorn (D.11)
    - Gruppo Ferdenrothorn-Torrenthorn (D.11.a)
    - Gruppo del Balmhorn (D.11.b)
- Catena Aletschhorn-Bietschhorn (E)
  - Gruppo dell'Aletschhorn (E.12)
  - Gruppo Breithorn della Lötschental-Nesthorn (E.13)
  - Gruppo del Bietschhorn (E.14)
- Catena Wildhorn-Wildstrubel (F)
  - Gruppo Wildstrubel-Loner (F.15)
    - Gruppo del Wildstrubel (F.15.a)
    - Gruppo del Loner (F.15.b)

  - Gruppo del Wildhorn (F.16)

## Principali vette
Le principali vette delle Alpi Bernesi sono:
| vetta               | altezza | sottosezione                  | supergruppo                                 |
| ------------------- | ------- | ----------------------------- | ------------------------------------------- |
| Finsteraarhorn      | 4.274   | Alpi Bernesi in senso stretto | Catena Finsteraarhorn-Oberaarhorn-Galmihorn |
| Aletschhorn         | 4.193   | Alpi Bernesi in senso stretto | Catena Aletschhorn-Bietschhorn              |
| Jungfrau            | 4.158   | Alpi Bernesi in senso stretto | Catena Jungfrau-Fiescherhorn                |
| Mönch               | 4.105   | Alpi Bernesi in senso stretto | Catena Jungfrau-Fiescherhorn                |
| Schreckhorn         | 4.080   | Alpi Bernesi in senso stretto | Catena Schreckhorn-Wetterhorn               |
| Gross Fiescherhorn  | 4.049   | Alpi Bernesi in senso stretto | Catena Jungfrau-Fiescherhorn                |
| Grünhorn            | 4.043   | Alpi Bernesi in senso stretto | Catena Jungfrau-Fiescherhorn                |
| Lauteraarhorn       | 4.042   | Alpi Bernesi in senso stretto | Catena Schreckhorn-Wetterhorn               |
| Hinter Fiescherhorn | 4.025   | Alpi Bernesi in senso stretto | Catena Jungfrau-Fiescherhorn                |
| Gletscherhorn       | 3.983   | Alpi Bernesi in senso stretto | Catena Gletscherhorn-Blümlisalp-Balmhorn    |
| Eiger               | 3.970   | Alpi Bernesi in senso stretto | Catena Jungfrau-Fiescherhorn                |
| Äbeni Flue          | 3.962   | Alpi Bernesi in senso stretto | Catena Gletscherhorn-Blümlisalp-Balmhorn    |
| Agassizhorn         | 3.946   | Alpi Bernesi in senso stretto | Catena Jungfrau-Fiescherhorn                |
| Bietschhorn         | 3.934   | Alpi Bernesi in senso stretto | Catena Aletschhorn-Bietschhorn              |
| Trugberg            | 3.933   | Alpi Bernesi in senso stretto | Catena Jungfrau-Fiescherhorn                |
| Wannenhorn          | 3.905   | Alpi Bernesi in senso stretto | Catena Jungfrau-Fiescherhorn                |
| Mittaghorn          | 3.892   | Alpi Bernesi in senso stretto | Catena Gletscherhorn-Blümlisalp-Balmhorn    |
| Fiescher Gabelhorn  | 3.876   | Alpi Bernesi in senso stretto | Catena Jungfrau-Fiescherhorn                |
| Nesthorn            | 3.822   | Alpi Bernesi in senso stretto | Catena Aletschhorn-Bietschhorn              |
| Dreieckhorn         | 3.811   | Alpi Bernesi in senso stretto | Catena Aletschhorn-Bietschhorn              |
| Schinhorn           | 3.797   | Alpi Bernesi in senso stretto | Catena Aletschhorn-Bietschhorn              |
| Breithorn           | 3.785   | Alpi Bernesi in senso stretto | Catena Aletschhorn-Bietschhorn              |
| Breithorn           | 3.780   | Alpi Bernesi in senso stretto | Catena Gletscherhorn-Blümlisalp-Balmhorn    |
| Sattelhorn          | 3.745   | Alpi Bernesi in senso stretto | Catena Aletschhorn-Bietschhorn              |
| Balmhorn            | 3.698   | Alpi Bernesi in senso stretto | Catena Gletscherhorn-Blümlisalp-Balmhorn    |
| Silberhorn          | 3.695   | Alpi Bernesi in senso stretto | Catena Jungfrau-Fiescherhorn                |
| Wetterhorn          | 3.692   | Alpi Bernesi in senso stretto | Catena Schreckhorn-Wetterhorn               |
| Blümlisalp          | 3.664   | Alpi Bernesi in senso stretto | Catena Gletscherhorn-Blümlisalp-Balmhorn    |
| Doldenhorn          | 3.643   | Alpi Bernesi in senso stretto | Catena Gletscherhorn-Blümlisalp-Balmhorn    |
| Dammastock          | 3.630   | Alpi Urane                    | Catena Dammastock-Sustenhorn                |
| Galenstock          | 3.583   | Alpi Urane                    | Gruppo Dammastock-Sustenhorn                |
| Sustenhorn          | 3.503   | Alpi Urane                    | Gruppo Dammastock-Sustenhorn                |
| Oeschinenhorn       | 3.486   | Alpi Bernesi in senso stretto | Catena Gletscherhorn-Blümlisalp-Balmhorn    |
| Gspaltenhorn        | 3.436   | Alpi Bernesi in senso stretto | Catena Gletscherhorn-Blümlisalp-Balmhorn    |
| Fründenhorn         | 3.369   | Alpi Bernesi in senso stretto | Catena Gletscherhorn-Blümlisalp-Balmhorn    |
| Ewigschneehorn      | 3.331   | Alpi Bernesi in senso stretto | Catena Schreckhorn-Wetterhorn               |
| Ritzlihorn          | 3.282   | Alpi Bernesi in senso stretto | Catena Schreckhorn-Wetterhorn               |
| Wildhorn            | 3.248   | Alpi Bernesi in senso stretto | Catena Wildhorn-Wildstrubel                 |
| Wildstrubel         | 3.243   | Alpi Bernesi in senso stretto | Catena Wildhorn-Wildstrubel                 |
| Titlis              | 3.238   | Alpi Urane                    | Catena del Titlis-Urirostock                |
| Les Diablerets      | 3.210   | Alpi di Vaud                  | Catena Diablerets-Muveran                   |
| Ferdenrothorn       | 3.180   | Alpi Bernesi in senso stretto | Catena Gletscherhorn-Blümlisalp-Balmhorn    |
| Petersgrat          | 3.163   | Alpi Bernesi in senso stretto | Catena Gletscherhorn-Blümlisalp-Balmhorn    |
| Löffelhorn          | 3.095   | Alpi Bernesi in senso stretto | Catena Finsteraarhorn-Oberaarhorn-Galmihorn |
| Grand Muveran       | 3.051   | Alpi di Vaud                  | Catena Diablerets-Muveran                   |
| Lohner              | 3.048   | Alpi Bernesi in senso stretto | Catena Wildhorn-Wildstrubel                 |
| Wendenstöcke        | 3.042   | Alpi Urane                    | Catena Titlis-Urirostock                    |
| Sparrhorn           | 3.021   | Alpi Bernesi in senso stretto | Catena Aletschhorn-Bietschhorn              |
| Torrenthorn         | 2.998   | Alpi Bernesi in senso stretto | Catena Gletscherhorn-Blümlisalp-Balmhorn    |
| Dent de Morcles     | 2.980   | Alpi di Vaud                  | Catena Diablerets-Muveran                   |
| Eggishorn           | 2.934   | Alpi Bernesi in senso stretto | Catena Jungfrau-Fiescherhorn                |

## Valichi alpini

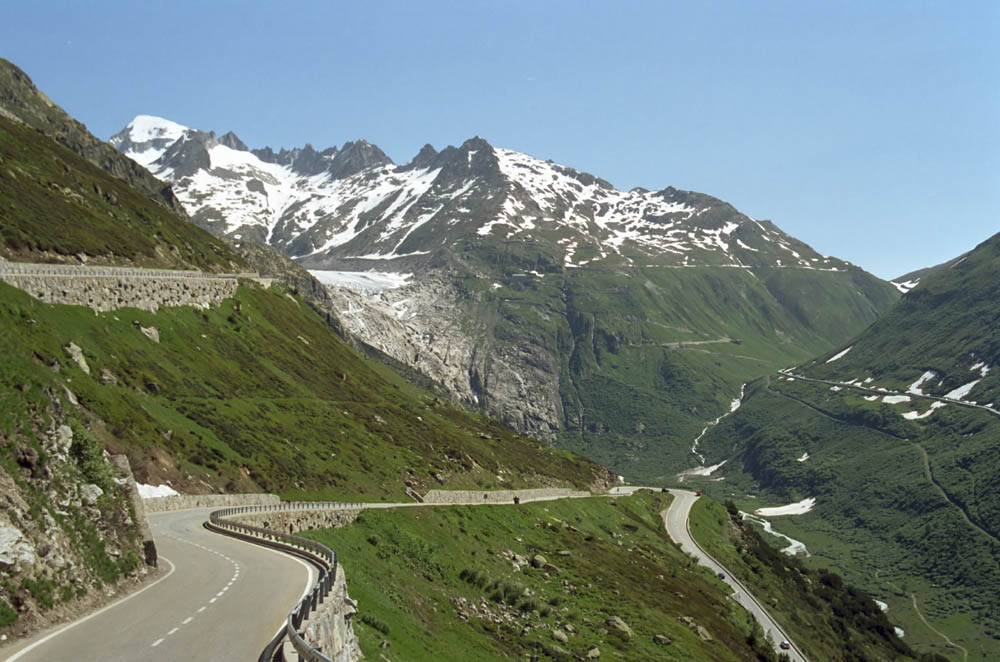
Passo della Furka

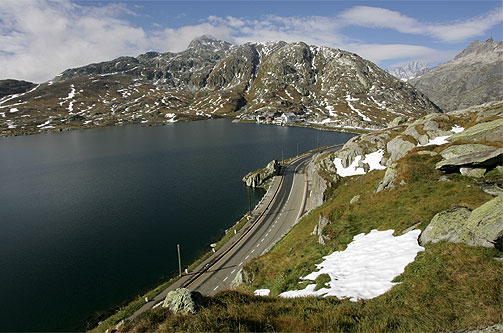
Passo del Grimsel

I principali valichi alpini delle Alpi Bernesi sono:
| Valico alpino     | Località collegate                                | Tipo               | Altezza |
| ----------------- | ------------------------------------------------- | ------------------ | ------- |
| Lauitor           | Lauterbrunnen e il Eggishorn                      | neve               | 3700 m  |
| Mönchjoch         | Grindelwald e il Eggishorn                        | neve               | 3560 m  |
| Jungfraujoch      | Wengernalp e il Eggishorn                         | neve               | 3470 m  |
| Passo Strahlegg   | Grindelwald e il Passo del Grimsel                | neve               | 3351 m  |
| Grünhornlücke     | Ghiacciaio dell'Aletsch e il Ghiacciaio di Fiesch | neve               | 3305 m  |
| Oberaarjoch       | Passo del Grimsel e il Eggishorn                  | neve               | 3233 m  |
| Passo Gauli       | Passo del Grimsel e Meiringen                     | neve               | 3206 m  |
| Petersgrat        | Lauterbrunnen e il Lötschental                    | neve               | 3205 m  |
| Lötschenlücke     | Lötschental e il Eggishorn                        | neve               | 3204 m  |
| Lauteraarsattel   | Grindelwald e il Passo del Grimsel                | neve               | 3156 m  |
| Beichgrat         | Lötschental e il Belalp                           | neve               | 3136 m  |
| Lammernjoch       | Lenk e il Passo Gemmi                             | neve               | 3132 m  |
| Triftlimmi        | Ghiacciaio del Rodano e il Gadmental              | neve               | 3109 m  |
| Sustenlimmi       | Stein Alp e Göschenen                             | neve               | 3103 m  |
| Gamchilucke       | Kiental e Lauterbrunnen                           | neve               | 2833 m  |
| Passo Tschiugel   | Lauterbrunnen e Kandersteg                        | neve               | 2824 m  |
| Schnidejoch       | Lenk e Sion                                       | neve               | 2756 m  |
| Passo Hohtürli    | Kandersteg e il Kiental                           | sentiero difficile | 2707 m  |
| Passo Lötschen    | Kandersteg e il Lötschental                       | neve               | 2695 m  |
| Sefinenfurgge     | Lauterbrunnen e il Kiental                        | sentiero difficile | 2616 m  |
| Wendenjoch        | Engelberg e il Gadmental                          | neve               | 2604 m  |
| Furtwangsattel    | Guttannen e il Gadmental                          | sentiero difficile | 2558 m  |
| Passo della Furka | Ghiacciaio del Rodano e Andermatt                 | strada             | 2436 m  |
| Passo Rawil       | Sion e Lenk                                       | sentiero           | 2415 m  |
| Passo Gemmi       | Kandersteg e Leukerbad                            | sentiero           | 2329 m  |
| Passo Surenen     | Engelberg e Altdorf                               | sentiero difficile | 2305 m  |
| Passo del Susten  | Meiringen e Wassen                                | strada             | 2262 m  |
| Passo Sanetsch    | Sion e Saanen                                     | sentiero           | 2234 m  |
| Passo Joch        | Meiringen e Engelberg                             | sentiero           | 2215 m  |
| Passo del Grimsel | Meiringen e il Ghiacciaio del Rodano              | strada             | 2164 m  |
| Kleine Scheidegg  | Grindelwald e Lauterbrunnen                       | sentiero, ferrovia | 2064 m  |
| Colle di Cheville | Sion e Bex                                        | sentiero           | 2049 m  |
| Grosse Scheidegg  | Grindelwald e Meiringen                           | sentiero           | 1967 m  |

## Ghiacciai

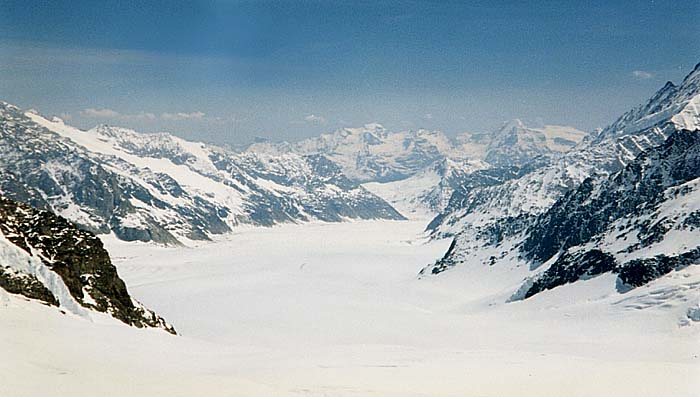
Konkordiaplatz

Le Alpi Bernesi sono ricoperte dalla più vasta area glaciale delle Alpi. I ghiacciai maggiori scendono verso sud e verso est. Quello di maggior estensione è il Ghiacciaio dell'Aletsch che, formatosi dalla confluenza di varie lingue glaciali a Konkordiaplatz, scende verso sud. Nella valle in fianco sempre con direzione verso sud troviamo il Ghiacciaio di Fiesch. Hanno direzione verso est l'Oberaargletscher e l'Unteraargletscher, ghiacciai che sono all'origine del fiume Aar. Nel versante nord delle Alpi Bernesi i ghiacciai hanno dimensioni più ridotte. Tra questi si ricordano l'Oberer Grindelwaldgletscher e l'Unterer Grindelwaldgletscher. Tra i ghiacciai che scendono verso ovest, infine, è possibile ricordare il Langgletscher. Altro famoso ghiacciaio è il ghiacciaio del Rodano.

## Rifugi alpini

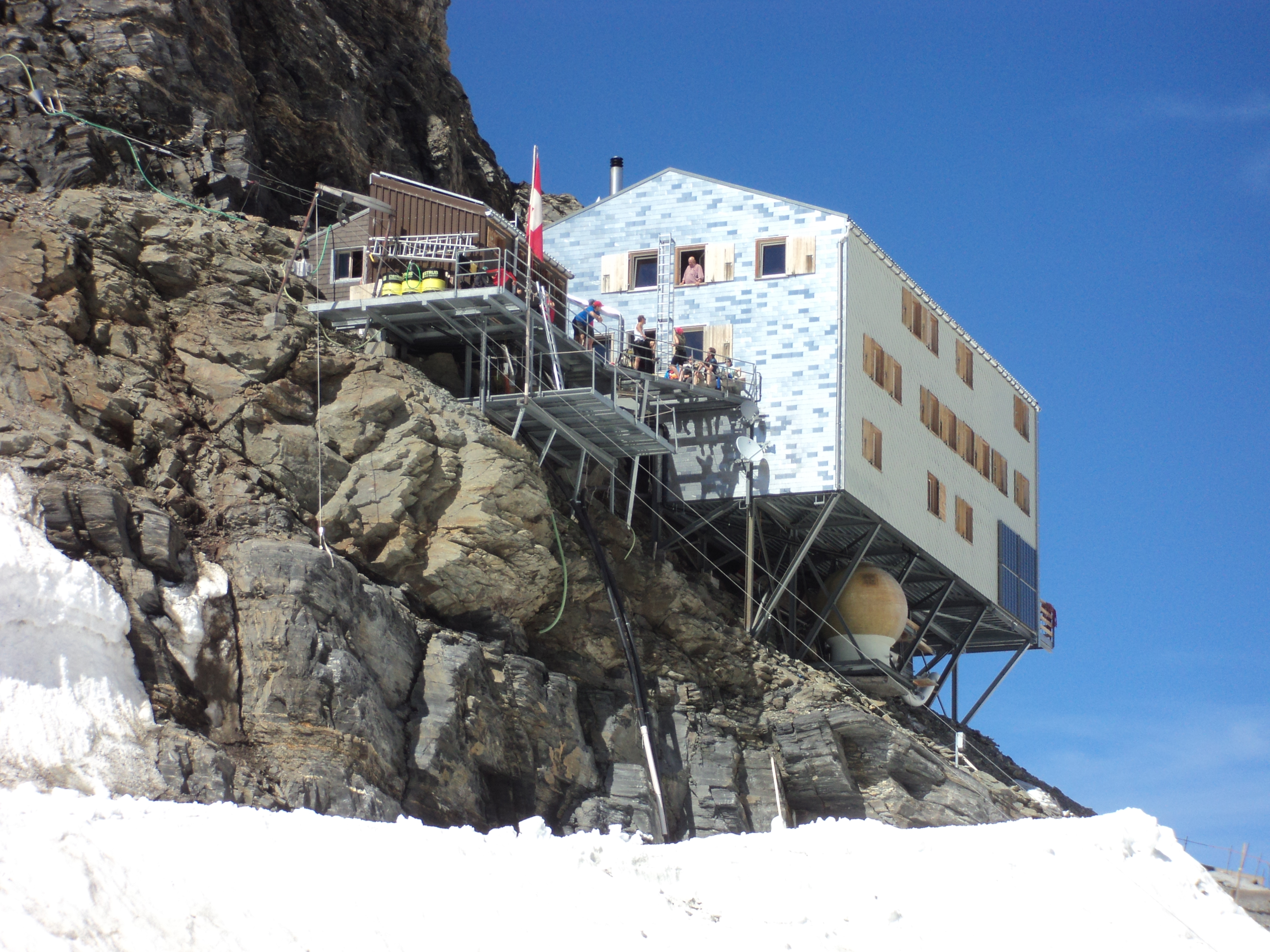
Mönchsjochhütte

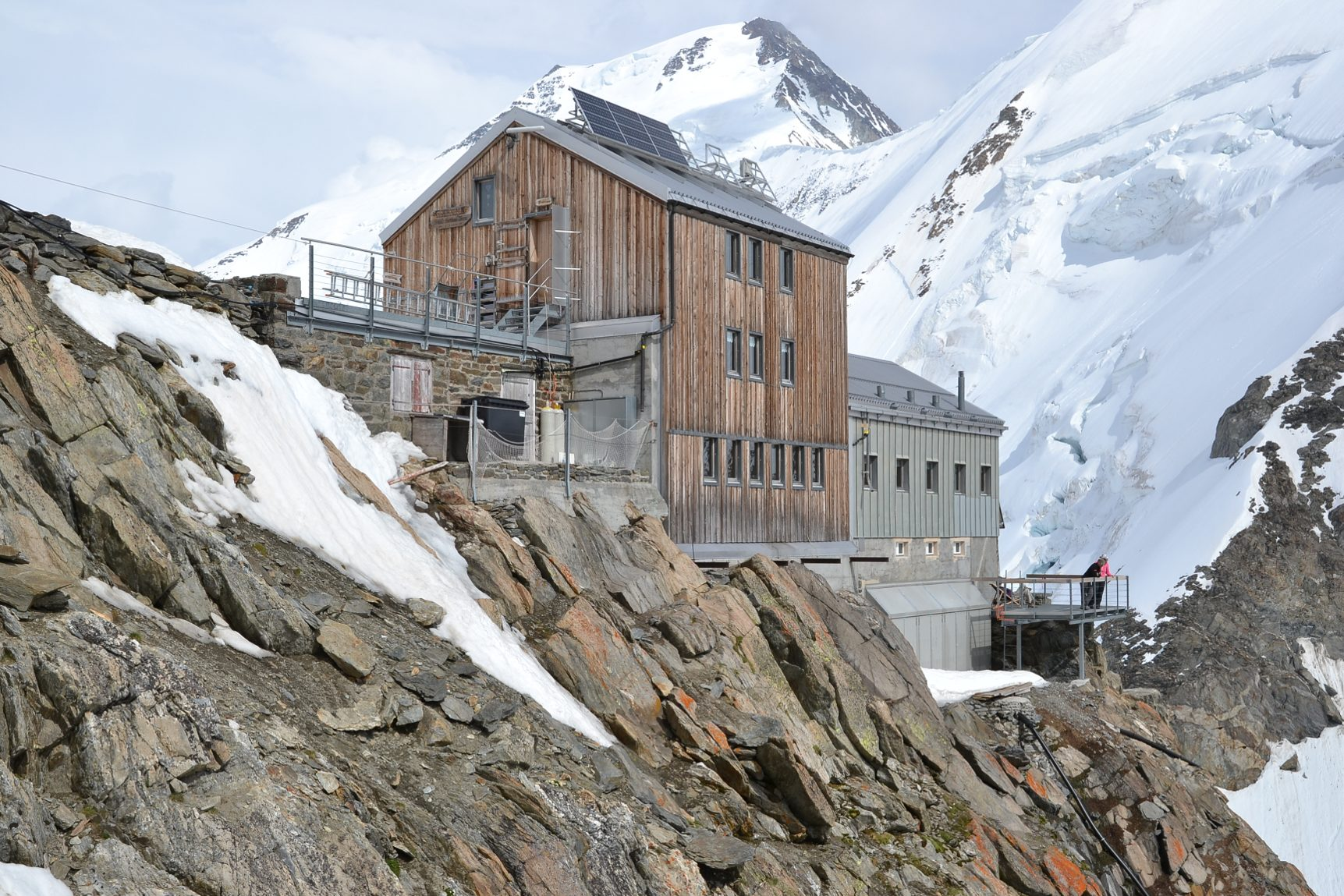
Hollandiahütte

Alcuni dei rifugi delle Alpi Bernesi sono:
- Mönchsjochhütte - 3.660 m
- Mittellegihütte - 3.355 m
- Berglihütte - 3.299 m
- Hollandiahütte - 3.240 m
- Finsteraarhornhütte - 3.048 m
- Mutthornhütte - 2.901 m
- Konkordiahütte - 2.850 m
- Blüemlisalphütte - 2.834 m
- Rottalhütte - 2.755 m
- Oberaletschhütte - 2.640 m
- Schreckhornhütte - 2.530 m
- Lauteraarhütte - 2.392 m
- Eiger-Ostegghütte - 2.317 m
- Glecksteinhütte - 2.317 m
- Wildhornhütte - 2.303 m
- Gaulihutte - 2.205 m
- Bäregghütte - 1.775 m

## Attività

### Stazioni invernali

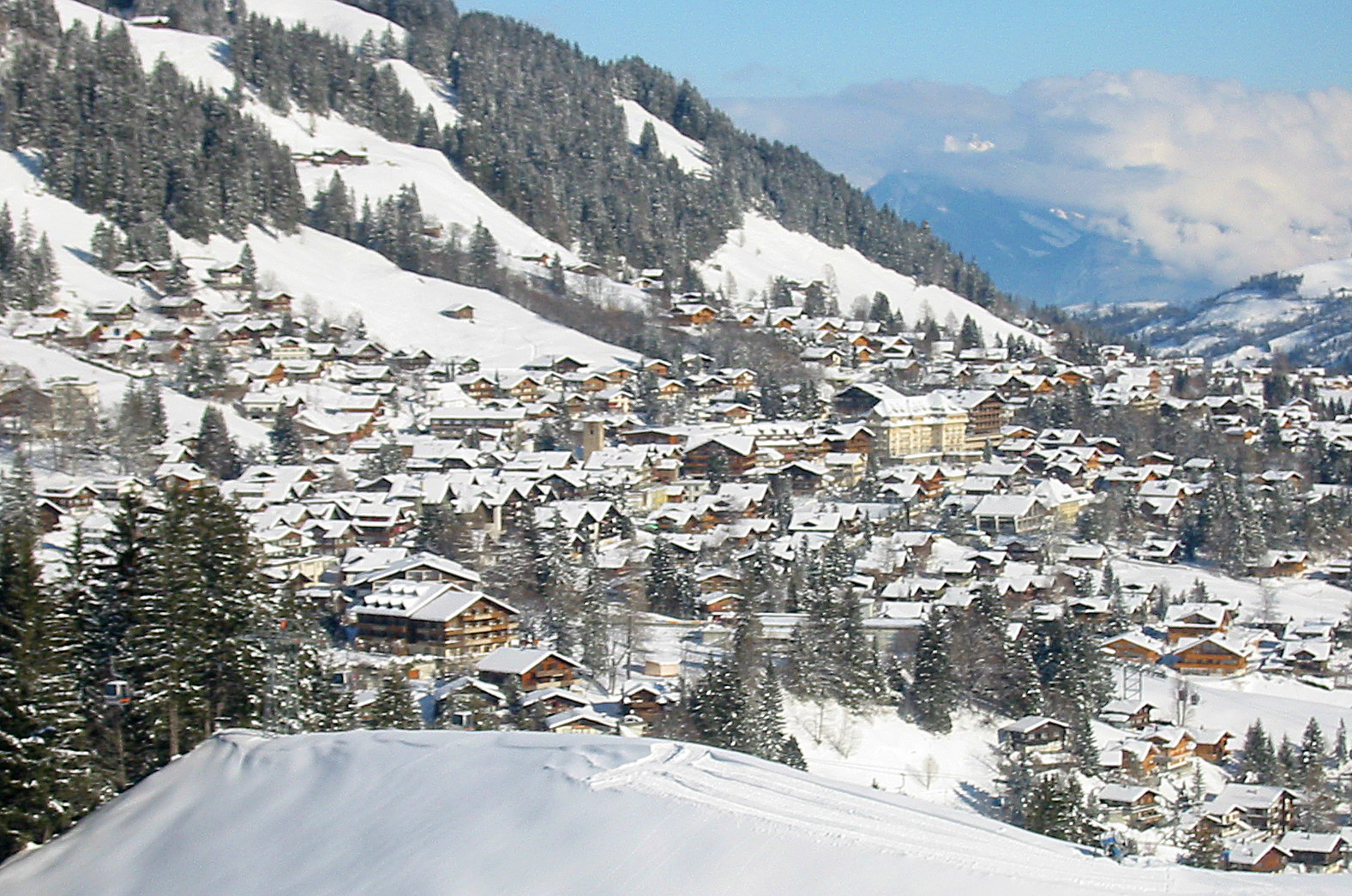
Adelboden

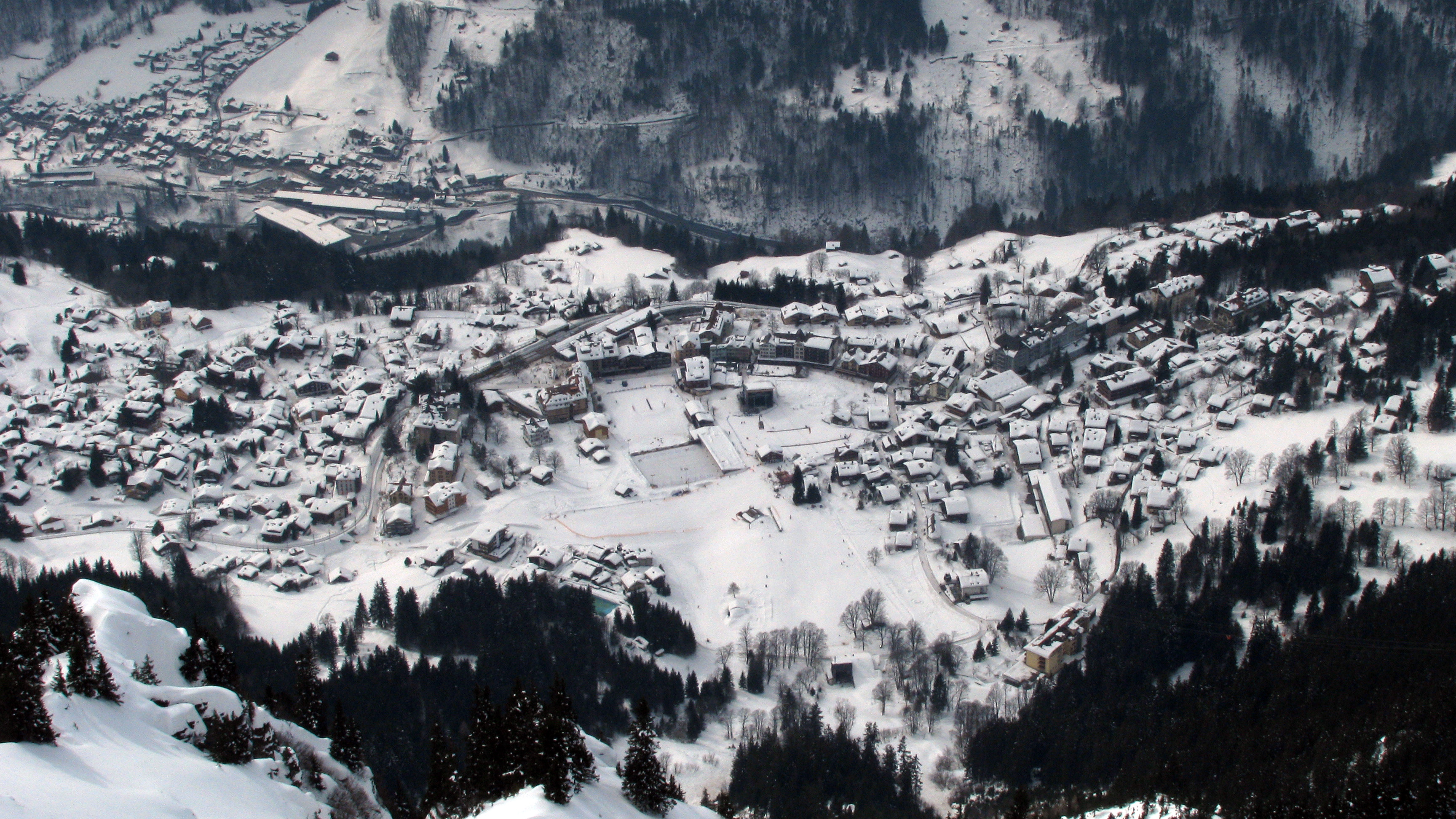
Wengen

| - Adelboden - Anzère - Bellwald - Bettmeralp - Charmey - Crans-Montana - Dorénaz - Emmetten - Engelberg - Erlenbach im Simmental - Erstfeld - Fiesch - Grindelwald - Gstaad - Innertkirchen | - Lac Noir - La Roche - Lenk - Les Diablerets - Les Mosses - Leysin - Leukerbad - Moléson - Mürren - Natters - Ovronnaz - Riederalp - Romoos - Villars-sur-Ollon - Wengen |